# Хокејашка лига Србије 2018/19.
Хокејашка лига Србије 2018/19. је тринаесто такмичење које се одржава под овим именом од стране Савеза хокеја на леду Србије. За разлику од претходних година такмичила су се само два клуба. Они су се такмичили у оквиру регионалне ИХЛ лиге, где је Црвена звезда заузела прво, а Војводина осмо место. Њихов дуел у четвртфиналу, је уједно био и дуел за првака Србије.

## Клубови
| Клуб          | Град     | Арена                 | Капацитет | Основан |
| ------------- | -------- | --------------------- | --------- | ------- |
| Црвена звезда | Београд  | Ледена дворана Пионир | 2000      | 1946    |
| Војводина     | Нови Сад | Ледена деворана СПЕНС | 1000      | 1957    |

## Финале
| 2. март 2019. 16:15 | Црвена звезда | 7:1 (1:0, 5:0, 1:1) | Војводина | Ледена дворана Пионир, Београд |

| Извор | Извор | Извор | Извор | Извор |
| ----- | ----- | ----- | ----- | ----- |
|       |       |       |       |       |
|       |       |       |       |       |
|       |       |       |       |       |
|       |       |       |       |       |

| 6. март 2019. 20:00 | Војводина | 2:8 (0:1, 0:3, 2:4) | Црвена звезда | СПЕНС, Нови Сад |

| Извор | Извор | Извор | Извор | Извор |
| ----- | ----- | ----- | ----- | ----- |
|       |       |       |       |       |
|       |       |       |       |       |
|       |       |       |       |       |
|       |       |       |       |       |

| Првак Хокејашке лиге Србије 2018/19. |
| ------------------------------------ |
| СКХЛ Црвена звезда 2. титула.        |